# 咚咚行動
咚咚行動（西班牙語：Operación Tun Tun），是由支持委內瑞拉總統尼古拉斯·馬杜羅政府的委內瑞拉全國代表大會議員迪奧斯達多·卡韋略在2017年委內瑞拉抗議期間提出的名稱，用來描述利用國家安全部隊對委內瑞拉反對派進行鎮壓的行動。
2024年委內瑞拉總統選舉後，咚咚行動再次啟動，旨在逮捕大量抗議者和反對馬杜羅政府的人士。據人權活動家表示，此行動的目的在於恐嚇反對者，並鎮壓2024年委內瑞拉抗議活動。

## 名稱由來
在美洲國家組織的第二次聽證會上，討論委內瑞拉可能涉及的危害人類罪。前馬杜羅政府官員赫伯特·加西亞少將描述，咚咚行動通常在夜間進行，由委內瑞拉情報局的特遣隊訪查對象，並在未必具備逮捕令或未經委內瑞拉公共部檢察官批准的情況下將人帶走。
當阿根廷法學家路易斯·莫雷諾·奧坎波詢問這個名稱的由來時，赫伯特·加西亞表示，他並不確定其起源，「需要詢問迪奧斯達多·卡韋略」，但他推測這個名稱可能來自安全部隊敲門時發出的聲音。

## 應用

### 2017年：委內瑞拉抗議活動
2017年5月17日，迪奧斯達多·卡韋略在他的電視節目《Con el mazo dando》中表示，當晚將啟動名為「咚咚行動」的計劃，針對那些為「恐怖分子」輸送工具的人。他強調反對派「將變得比飛賊還難對付」，並將政黨人民意志的議員弗雷迪·格瓦拉形容為「吸毒者」。同年6月24日，在紀念卡拉沃沃戰役和陸軍日的儀式上，總統尼古拉斯·馬杜羅宣布，所有在咚咚行動中被拘留的人都將接受軍事審判。
卡韋略還警告國內的航運公司，指責他們協助暴力團體運送物資，助長委內瑞拉的破壞和恐怖行為。他表示，這些公司，包括DHL、Liberty Express、Aduanera Las Dos L、Aduana Isacar和Economía Aduanera 2000，可能會根據反恐法被起訴。
人權觀察和Foro Penal的報告記錄至少六宗委內瑞拉安全部隊突襲加拉加斯及另外4州住宅區的事件。在這些突襲中，安全部隊通常在抗議者設置路障附近進行，未持搜索令便闖入住宅，偷竊個人物品和食物，並毆打、逮捕居民。玻利瓦州立法委員塞薩爾·拉米雷斯目睹圭亞那城Villa Latina、Los Olivos和Los Mangos市區的突襲行動。國民警衛隊、軍事反情報局和玻利瓦爾情報局的官員帶著大錘、拆遷工具和槍械，砸碎玻璃和大門，突襲住宅。拉米雷斯形容這些行動「遠非警察行動」，他指出，「這更像是犯罪行動，人們穿著國民警衛隊的制服，戴著頭罩，攜帶槍械，在居民家中製造破壞，踐踏平民，侵犯人權」。拉米雷斯要求總檢察長辦公室對州長弗朗西斯科·蘭赫爾·戈麥斯，以及軍事反情報總局和玻利瓦爾國民警衛隊的官員展開刑事調查，指控他們破壞私人財產、未經法庭許可突襲公寓，並在沒有逮捕令的情況下拘留未成年人。

### 2017–2018：流亡最高法院
2024年7月19日，迪奧斯達多·卡韋略在節目《Con el mazo dando》中，再次對全國代表大會任命的委內瑞拉流亡最高法院法官候選人發出威脅。其稱這些法官是在2015年由全國代表大會前執政黨多數派在不當和違規情況下任命的。卡韋略說：「我們來看看誰會任命你們，誰會保護你們。等到咚咚行動找上你們時，看看胡里奧·博爾赫斯會不會保護你們。」
2018年4月30日早上，玻利瓦爾國家情報局突襲流亡最高法院法官埃萊尼斯·羅德里格斯親屬在馬圖林的住所，當時住在那裡的是她患有阿茲海默症的母親和姐姐。羅德里格斯的姐姐被帶去作證，但在數小時後被釋放。國家情報局人員還從其家中帶走電腦設備。
在全國其他地區，至少4名法官的財產也遭到類似的突襲，包括最高法院主席米格爾·安赫爾·馬丁，以及法官西奧利·桑布拉諾、托尼·馬瓦爾和佩德羅·特羅科尼斯。

### 2019年：「當前未來」青年領導計劃
2019年7月11日，卡韋略威脅對雷納爾多·迪亞茲·奧赫普及其他支持「當前未來」計劃的人啟動咚咚行動，該計劃旨在培養青年領袖。

### 2020年：2019冠狀病毒病疫情
2020年，委內瑞拉物理、數學和自然科學學院發佈一份有關2019冠狀病毒病委內瑞拉疫情的報告，警告該國疫情高峰可能在6月達到每日4000例。卡韋略威脅該學院，表示：「這是一個對安全機構的邀請去拜訪這些人。這是一個咚咚行動的邀請。」該學院對此威脅予以拒絕。

### 2024年：委內瑞拉總統選舉

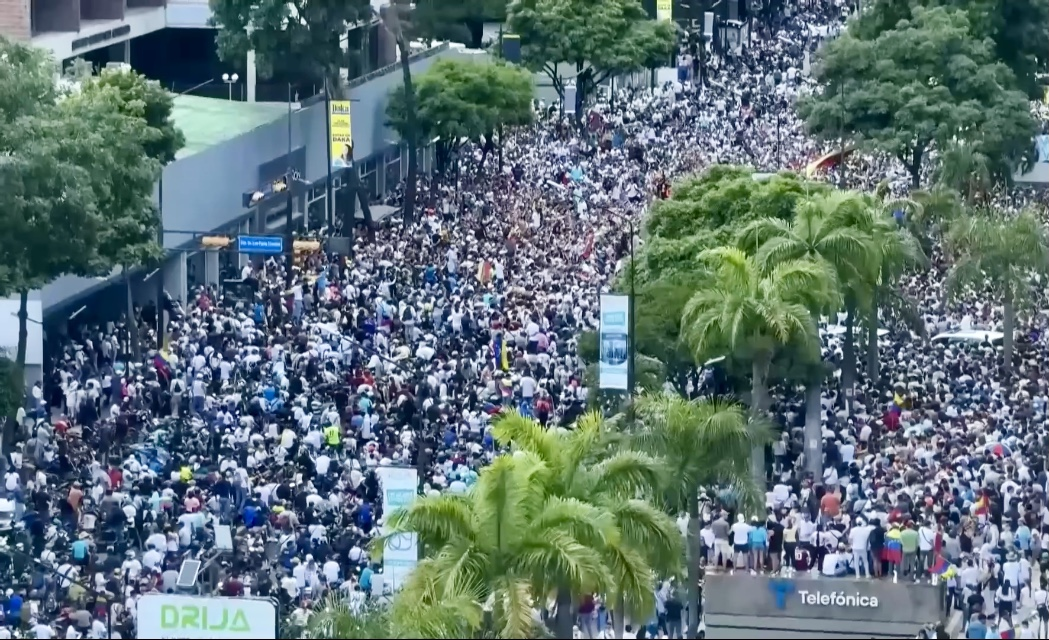
2024年8月，加拉加斯示威活動

在2024年8月的委內瑞拉總統選舉和隨後的抗議活動中，馬杜羅指責反對派試圖發動政變。

#### 鎮壓抗議者
選舉後，馬杜羅的安全部隊展開鎮壓行動，馬杜羅提到的策略是「咚咚行動」。據BBC報導指，人權組織表示，這項行動包括當局挨家挨戶拘捕與抗議活動或反對派有關的人。和平實驗室的拉斐爾·烏斯卡特吉指出，這項行動的目的是恐嚇委內瑞拉人民屈服，並補充說：「我們看到的是一種製造恐懼氣氛的意圖。」
委內瑞拉反情報機構在其社交媒體上警告，咚咚行動才剛開始，並設立專線收集有關抗議者的情報，馬杜羅的官員稱這些抗議者為叛徒。
截至8月7日，馬杜羅政府報告至少有2000人被捕。國際特赦組織的克拉拉·德爾坎波指出，這其中包括超過100名青少年。人權團體和被拘留者的家屬表示，這些人通常被指控為恐怖分子，無法獲得私人辯護，且許多人的下落不明。馬杜羅已下令修復兩所監獄以容納被拘留者。
一名反對派競選人員告訴《華盛頓郵報》：「安全部隊和支持馬杜羅的摩托車幫（Colectivos）似乎專門針對那些過去一直是政府支持者的低收入地區。」根據《邁阿密先驅報》報導指，一名不願透露姓名的退役委內瑞拉陸軍少校表示，最近幾天在委內瑞拉看到的大部分暴力是由武裝準軍事團體引發的，這些團體受到高薪聘用，目的是在國民中製造恐懼，並補充說，他們參與鎮壓的報酬為1000至2000美元。
馬杜羅親自鼓勵民眾通過一個名為VenApp的網絡應用程序報告抗議選舉國家選舉委員會結果的人。根據《華盛頓郵報》指，「人權倡導者警告該應用程序可能會被重新用於其他目的」，VenApp原本是用來報告醫療緊急情況。馬杜羅表示：「我們在應用程序中開設一個新頁面，供所有委內瑞拉人民使用，這樣他們可以匿名向我提供有關威脅人民、攻擊人民的罪犯的信息，讓我們追捕他們並迅速將其繩之以法。」由於投訴不斷，該應用程序已從Google和Apple商店下架，因為它可能被用來騷擾人民。委內瑞拉政府還創建一個網頁，允許用戶發布抗議者的媒體資料，供其他用戶識別。截至8月1日，另有1000人被通緝。
鄰里之間的投訴可能會引發逮捕程序，這些逮捕通常在法律之外進行。
據報導指，警方、安全部隊、法官、檢察官利用VenApp進行勒索，要求受害者支付500至15000美元不等的費用，以換取釋放，金額依罪名而定。

#### 逮捕政治人物與記者
在選舉結束兩天後，前候選人弗雷迪·蘇佩拉諾遭到蒙面人員拘捕。此前，卡韋略曾宣佈計劃逮捕十名反對派領袖。30小時後，卡韋略證實蘇佩拉諾被捕，但未透露其下落。一週後，律師喬爾·加西亞證實蘇佩拉諾和記者羅蘭·卡雷尼奧被關押在螺旋大廈，罪名不明，他稱這些逮捕行動是「披著司法外衣的綁架」。蘇佩拉諾的政黨代表表示，他們從查維斯派線人處得知蘇佩拉諾將被酷刑逼供，以「承認由政權發言人塔里克·威廉·薩博等人虛構的計劃」。
就在蘇佩拉諾被拘留的同一天，委內瑞拉總統候選人岡薩雷斯競選團隊的顧問里卡多·埃斯特維斯被武裝人員從住所帶走，這些武裝人員乘坐兩輛沒有標誌的汽車，據推測這些汽車來自玻利瓦爾情報局。反對黨激進事業黨的青年協調員拉斐爾·西維拉和另一名身份不明的人也遭到拘留。
反對派政黨「Vente Venezuela」政治人物瑪麗亞·奧羅佩薩在描述這場逮捕行動為「獵巫行動」兩小時後，直播安全部隊無搜查令闖入她家並將她逮捕的過程。根據《Infobae》報導，DGCIM為這段影片加入《猛鬼街》角色弗萊迪·克鲁格的音樂，並發佈經過編輯的版本。截至8月9日，她的行蹤仍不明。
BBC新聞報導稱，有消息指記者和活動人士成為咚咚行動的目標。委內瑞拉國家新聞工作者工會譴責當局在選舉後不久逮捕記者尤斯納·阿爾瓦拉多和攝影師保羅·萊昂，攝影師黛西·佩納於8月2日被拘留。同日，智利國家電視台報導其記者伊萬·努涅斯和攝影師何塞·路易斯·塔皮亞被捕，後來他們在哥倫比亞安全獲釋。

#### 針對反對派
反對派領袖指出，參與選舉計票的監票員受到迫害並被拘留。國家選舉委員會掌握他們的聯繫資訊；據NTN 24報導指，馬杜羅指控他們是游擊隊員。許多監票員據稱已「因恐懼而逃離家園」。
8月2日，Vente Venezuela表示，其位於加拉加斯的辦公室遭到6名武裝人員襲擊，並被洗劫。

#### 古巴的參與
根據《邁阿密先驅報》的報導，「有活動人士譴責一些參與鎮壓反對派和抗議者的特工帶有古巴口音」，當地媒體報導「至少有四架來自古巴的客機抵達」。前委內瑞拉國民警衛隊中尉荷西·科利納表示，根據他的軍方消息來源，咚咚行動中的一些搜查和逮捕行動是由古巴人進行的。

## 反應
政治學者兼《Aporrea》編輯尼克默·埃文斯將此行動形容為「法西斯主義」，他譴責有特工敲門詢問他關於副手赫曼·費雷爾的資訊，費雷爾是被國民制憲議會罷免的檢察長路易莎·奧特加·迪亞斯的丈夫。2020年，憲法學者喬爾·羅德里格斯·拉莫斯指出，咚咚行動「預示著野蠻行徑」。

## 外部鏈接
- CNN西班牙語版影片報導咚咚行動
- CNN西班牙語版《咚咚行動》影片